# Castamonu
Castamonu ou Castamono (em turco: Kastamonu) é uma cidade e distrito do norte da Turquia, da província homónima e da região do Mar Negro. O distrito tem 1 847 km² de área e em dezembro de 2021 tinha 152 541 habitantes (densidade: 82,6 hab./km²), dos quais 125 622 na cidade. Esta encontra-se a uma altitude entre os 800 e 900 metros.
A poucos quilômetros da cidade fica a aldeia de Kasaba, com uma importante mesquita — a Mesquita de Mahmut Bei — construída em 1366 segundo a tradição seljúcida e considerada uma das mais belas mesquitas de madeira do país; sua porta principal é célebre pela qualidade de suas gravuras.

## Etimologia
A cidade é geralmente identificada com a cidade hitita de Gas Tumana, embora esta identificação seja incerta. Também se supõe que terá sido Timónion (em grego: Τιμόνιον) ou Timonião, ou então Germanicópolis ou Sora. No período bizantino foi também chamada ou Castamona (Kastamona). Este último nome tem origem na fortaleza de Castro Comneno (Kastra Komnenon; Κάστρα Κομνηνών), construída por Isaac I Comneno no século XI. Este nome passou para o turco como Kastamoni ou Castamonu. No século XII há ainda menção nas fontes bizantinas a uma cidade de nome Aclano (Aklanos).

## História
Acredita-se que a cidade tenha sido fundada no século XVIII a.C. pelos hititas. Era conhecida como Timonion durante o período romano.
A chamada "revolução do código de vestuário" foi iniciada em Castamonu por Atatürk em 23 de agosto de 1925. Atatürk fez o seu discurso histórico a respeito da "revolução do chapéu e das roupas" no edifício do Partido Republicano do Povo, onde hoje funciona um museu arqueológico, onde estão expostos também alguns dos materiais utilizados por Atatürk em sua visita a Castamonu.